# Volta a Eslovènia 2023
La Volta a Eslovènia 2023, 29a edició de la Volta a Eslovènia, es disputà entre el 14 i el 18 de juny de 2023 en cinc etapes i un total de 833,3 km. La cursa formava part del calendari de l'UCI ProSeries 2023, amb una categoria 2.Pro.
El vencedor final fou l'italià Filippo Zana (Team Jayco AlUla). Matej Mohorič (Bahrain Victorious) i Diego Ulissi (UAE Team Emirates) completaren el podi.

## Equips
L'organització convidà a prendre part en la cursa a vin equips:
| WorldTeams (4)- Bahrain Victorious - Bora-Hansgrohe - Team Jayco AlUla - UAE Team Emirates ProTeams (10)- Bingoal WB - Caja Rural-Seguros RGA - Eolo-Kometa - Equipo Kern Pharma - Euskaltel-Euskadi - Green Project-Bardiani CSF-Faizanè - Human Powered Health - Q36.5 Pro Cycling Team - Team Corratec-Selle Italia - Tudor Pro Cycling Team Equips continentals (5)- Adria Mobil - Cycling Team Kranj - Ljubljana Gusto Santic - RRK Group-Pierre Baguette-Benzinol - Team Vorarlberg Equip nacional- Eslovènia |
| |

## Etapes
| Etapa    | Data       | Ciutats d'etapa         | type              | Distància (km) | Desnivell (m) | Vencedor de l'etapa | Líder de la general |
| -------- | ---------- | ----------------------- | ----------------- | -------------- | ------------- | ------------------- | ------------------- |
| 1a etapa | 14 de juny | Celje – Rogaška Slatina | etapa accidentada | 188,6          | 2.382 m       | Dylan Groenewegen   | Dylan Groenewegen   |
| 2a etapa | 15 de juny | Žalec – Ormož           | etapa accidentada | 163,1          | 1.378 m       | Dylan Groenewegen   | Dylan Groenewegen   |
| 3a etapa | 16 de juny | Grosuplje – Postojna    | etapa accidentada | 173,4          | 2.483 m       | Ide Schelling       | Dylan Groenewegen   |
| 4a etapa | 17 de juny | Ljubljana – Kobarid     | etapa de muntanya | 165,6          | 3.623 m       | David Peña          | Filippo Zana        |
| 5a etapa | 18 de juny | Vrhnika – Novo Mesto    | etapa accidentada | 142,6          | 1.651 m       | Matej Mohorič       | Filippo Zana        |

### 1a etapa
| \| Classificació de l'etapa \| Classificació de l'etapa \| Classificació de l'etapa \| Classificació de l'etapa \| Classificació de l'etapa \| \| Corredor \| Corredor \| Equip \| Temps \| \| \| ------------------------ \| ------------------------ \| ------------------------ \| ------------------------ \| ------------------------ \| \| 1r \| Dylan Groenewegen \| Team Jayco AlUla \| 4h 33' 23" \| \| \| 2n \| Phil Bauhaus \| Bahrain Victorious \| + 0" \| \| \| 3r \| Matteo Moschetti \| Q36.5 Pro Cycling Team \| + 0" \| \| \| 4t \| Stanisław Aniołkowski \| Human Powered Health \| + 0" \| \| \| 5è \| David González López \| Caja Rural-Seguros RGA \| + 0" \| \| \| 6è \| Ide Schelling \| Bora-Hansgrohe \| + 0" \| \| \| 7è \| Nils Brun \| Tudor Pro Cycling Team \| + 0" \| \| \| 8è \| Jon Barrenetxea \| Caja Rural-Seguros RGA \| + 0" \| \| \| 9è \| Fernando Barceló Aragón \| Caja Rural-Seguros RGA \| + 0" \| \| \| 10è \| Carlos Canal Blanco \| Euskaltel-Euskadi \| + 0" \| \| |                         |                        |            |
| |                         |                        |            |
| Font: ProCyclingStats |                         |                        |            |
| Classificació de l'etapa |                         |                        |            |
| Corredor | Corredor                | Equip                  | Temps      |
| 1r | Dylan Groenewegen       | Team Jayco AlUla       | 4h 33' 23" |
| 2n | Phil Bauhaus            | Bahrain Victorious     | + 0"       |
| 3r | Matteo Moschetti        | Q36.5 Pro Cycling Team | + 0"       |
| 4t | Stanisław Aniołkowski   | Human Powered Health   | + 0"       |
| 5è | David González López    | Caja Rural-Seguros RGA | + 0"       |
| 6è | Ide Schelling           | Bora-Hansgrohe         | + 0"       |
| 7è | Nils Brun               | Tudor Pro Cycling Team | + 0"       |
| 8è | Jon Barrenetxea         | Caja Rural-Seguros RGA | + 0"       |
| 9è | Fernando Barceló Aragón | Caja Rural-Seguros RGA | + 0"       |
| 10è | Carlos Canal Blanco     | Euskaltel-Euskadi      | + 0"       |

| \| Classificació general \| Classificació general \| Classificació general \| Classificació general \| Classificació general \| \| Corredor \| Corredor \| Equip \| Temps \| \| \| --------------------- \| --------------------- \| ---------------------- \| --------------------- \| --------------------- \| \| 1r \| Dylan Groenewegen \| Team Jayco AlUla \| 4h 33' 13" \| \| \| 2n \| Phil Bauhaus \| Bahrain Victorious \| + 4" \| \| \| 3r \| Matteo Moschetti \| Q36.5 Pro Cycling Team \| + 6" \| \| \| 4t \| Andrea Garosio \| Eolo-Kometa \| + 7" \| \| \| 5è \| Raúl García Pierna \| Equipo Kern Pharma \| + 8" \| \| \| 6è \| Diego Ulissi \| UAE Team Emirates \| + 9" \| \| \| 7è \| Matej Mohorič \| Bahrain Victorious \| + 10" \| \| \| 8è \| Pirmin Benz \| Team Vorarlberg \| + 10" \| \| \| 9è \| Michal Schlegel \| Caja Rural-Seguros RGA \| + 10" \| \| \| 10è \| Unai Iribar \| Euskaltel-Euskadi \| + 10" \| \| |                    |                        |            |
| |                    |                        |            |
| Font: ProCyclingStats |                    |                        |            |
| Classificació general |                    |                        |            |
| Corredor | Corredor           | Equip                  | Temps      |
| 1r | Dylan Groenewegen  | Team Jayco AlUla       | 4h 33' 13" |
| 2n | Phil Bauhaus       | Bahrain Victorious     | + 4"       |
| 3r | Matteo Moschetti   | Q36.5 Pro Cycling Team | + 6"       |
| 4t | Andrea Garosio     | Eolo-Kometa            | + 7"       |
| 5è | Raúl García Pierna | Equipo Kern Pharma     | + 8"       |
| 6è | Diego Ulissi       | UAE Team Emirates      | + 9"       |
| 7è | Matej Mohorič      | Bahrain Victorious     | + 10"      |
| 8è | Pirmin Benz        | Team Vorarlberg        | + 10"      |
| 9è | Michal Schlegel    | Caja Rural-Seguros RGA | + 10"      |
| 10è | Unai Iribar        | Euskaltel-Euskadi      | + 10"      |

### 2a etapa
| \| Classificació de l'etapa \| Classificació de l'etapa \| Classificació de l'etapa \| Classificació de l'etapa \| Classificació de l'etapa \| \| Corredor \| Corredor \| Equip \| Temps \| \| \| ------------------------ \| ------------------------ \| ---------------------------------- \| ------------------------ \| ------------------------ \| \| 1r \| Dylan Groenewegen \| Team Jayco AlUla \| 3h 49' 39" \| \| \| 2n \| Matteo Moschetti \| Q36.5 Pro Cycling Team \| + 0" \| \| \| 3r \| Phil Bauhaus \| Bahrain Victorious \| + 0" \| \| \| 4t \| David González López \| Caja Rural-Seguros RGA \| + 0" \| \| \| 5è \| Robin Froidevaux \| Tudor Pro Cycling Team \| + 0" \| \| \| 6è \| Pau Miquel Delgado \| Equipo Kern Pharma \| + 0" \| \| \| 7è \| Ide Schelling \| Bora-Hansgrohe \| + 0" \| \| \| 8è \| Luca Colnaghi \| Green Project-Bardiani CSF-Faizanè \| + 0" \| \| \| 9è \| Fernando Barceló Aragón \| Caja Rural-Seguros RGA \| + 0" \| \| \| 10è \| Martin Marcellusi \| Green Project-Bardiani CSF-Faizanè \| + 0" \| \| |                         |                                    |            |
| |                         |                                    |            |
| Font: ProCyclingStats |                         |                                    |            |
| Classificació de l'etapa |                         |                                    |            |
| Corredor | Corredor                | Equip                              | Temps      |
| 1r | Dylan Groenewegen       | Team Jayco AlUla                   | 3h 49' 39" |
| 2n | Matteo Moschetti        | Q36.5 Pro Cycling Team             | + 0"       |
| 3r | Phil Bauhaus            | Bahrain Victorious                 | + 0"       |
| 4t | David González López    | Caja Rural-Seguros RGA             | + 0"       |
| 5è | Robin Froidevaux        | Tudor Pro Cycling Team             | + 0"       |
| 6è | Pau Miquel Delgado      | Equipo Kern Pharma                 | + 0"       |
| 7è | Ide Schelling           | Bora-Hansgrohe                     | + 0"       |
| 8è | Luca Colnaghi           | Green Project-Bardiani CSF-Faizanè | + 0"       |
| 9è | Fernando Barceló Aragón | Caja Rural-Seguros RGA             | + 0"       |
| 10è | Martin Marcellusi       | Green Project-Bardiani CSF-Faizanè | + 0"       |

| \| Classificació general \| Classificació general \| Classificació general \| Classificació general \| Classificació general \| \| Corredor \| Corredor \| Equip \| Temps \| \| \| --------------------- \| ----------------------- \| ---------------------------------- \| --------------------- \| --------------------- \| \| 1r \| Dylan Groenewegen \| Team Jayco AlUla \| 8h 22' 42" \| \| \| 2n \| Matteo Moschetti \| Q36.5 Pro Cycling Team \| + 10" \| \| \| 3r \| Phil Bauhaus \| Bahrain Victorious \| + 10" \| \| \| 4t \| Raúl García Pierna \| Equipo Kern Pharma \| + 18" \| \| \| 5è \| Diego Ulissi \| UAE Team Emirates \| + 19" \| \| \| 6è \| David González López \| Caja Rural-Seguros RGA \| + 20" \| \| \| 7è \| Robin Froidevaux \| Tudor Pro Cycling Team \| + 20" \| \| \| 8è \| Ide Schelling \| Bora-Hansgrohe \| + 20" \| \| \| 9è \| Fernando Barceló Aragón \| Caja Rural-Seguros RGA \| + 20" \| \| \| 10è \| Luca Colnaghi \| Green Project-Bardiani CSF-Faizanè \| + 20" \| \| |                         |                                    |            |
| |                         |                                    |            |
| Font: ProCyclingStats |                         |                                    |            |
| Classificació general |                         |                                    |            |
| Corredor | Corredor                | Equip                              | Temps      |
| 1r | Dylan Groenewegen       | Team Jayco AlUla                   | 8h 22' 42" |
| 2n | Matteo Moschetti        | Q36.5 Pro Cycling Team             | + 10"      |
| 3r | Phil Bauhaus            | Bahrain Victorious                 | + 10"      |
| 4t | Raúl García Pierna      | Equipo Kern Pharma                 | + 18"      |
| 5è | Diego Ulissi            | UAE Team Emirates                  | + 19"      |
| 6è | David González López    | Caja Rural-Seguros RGA             | + 20"      |
| 7è | Robin Froidevaux        | Tudor Pro Cycling Team             | + 20"      |
| 8è | Ide Schelling           | Bora-Hansgrohe                     | + 20"      |
| 9è | Fernando Barceló Aragón | Caja Rural-Seguros RGA             | + 20"      |
| 10è | Luca Colnaghi           | Green Project-Bardiani CSF-Faizanè | + 20"      |

### 3a etapa
| \| Classificació de l'etapa \| Classificació de l'etapa \| Classificació de l'etapa \| Classificació de l'etapa \| Classificació de l'etapa \| \| Corredor \| Corredor \| Equip \| Temps \| \| \| ------------------------ \| ------------------------ \| ------------------------ \| ------------------------ \| ------------------------ \| \| 1r \| Ide Schelling \| Bora-Hansgrohe \| 4h 08' 42" \| \| \| 2n \| Luka Mezgec \| Team Jayco AlUla \| + 0" \| \| \| 3r \| Robin Froidevaux \| Tudor Pro Cycling Team \| + 0" \| \| \| 4t \| Marco Tizza \| Bingoal WB \| + 0" \| \| \| 5è \| Rui Oliveira \| UAE Team Emirates \| + 0" \| \| \| 6è \| Jaka Primožič \| Eslovènia \| + 0" \| \| \| 7è \| Lennert Teugels \| Bingoal WB \| + 0" \| \| \| 8è \| Anže Skok \| Ljubljana Gusto Santic \| + 0" \| \| \| 9è \| Floris De Tier \| Bingoal WB \| + 0" \| \| \| 10è \| Simon Pellaud \| Tudor Pro Cycling Team \| + 0" \| \| |                  |                        |            |
| |                  |                        |            |
| Font: ProCyclingStats |                  |                        |            |
| Classificació de l'etapa |                  |                        |            |
| Corredor | Corredor         | Equip                  | Temps      |
| 1r | Ide Schelling    | Bora-Hansgrohe         | 4h 08' 42" |
| 2n | Luka Mezgec      | Team Jayco AlUla       | + 0"       |
| 3r | Robin Froidevaux | Tudor Pro Cycling Team | + 0"       |
| 4t | Marco Tizza      | Bingoal WB             | + 0"       |
| 5è | Rui Oliveira     | UAE Team Emirates      | + 0"       |
| 6è | Jaka Primožič    | Eslovènia              | + 0"       |
| 7è | Lennert Teugels  | Bingoal WB             | + 0"       |
| 8è | Anže Skok        | Ljubljana Gusto Santic | + 0"       |
| 9è | Floris De Tier   | Bingoal WB             | + 0"       |
| 10è | Simon Pellaud    | Tudor Pro Cycling Team | + 0"       |

| \| Classificació general \| Classificació general \| Classificació general \| Classificació general \| Classificació general \| \| Corredor \| Corredor \| Equip \| Temps \| \| \| --------------------- \| --------------------- \| ---------------------- \| --------------------- \| --------------------- \| \| 1r \| Dylan Groenewegen \| Team Jayco AlUla \| 12h 31' 24" \| \| \| 2n \| Ide Schelling \| Bora-Hansgrohe \| + 10" \| \| \| 3r \| Luka Mezgec \| Team Jayco AlUla \| + 14" \| \| \| 4t \| Robin Froidevaux \| Tudor Pro Cycling Team \| + 16" \| \| \| 5è \| Raúl García Pierna \| Equipo Kern Pharma \| + 18" \| \| \| 6è \| Diego Ulissi \| UAE Team Emirates \| + 19" \| \| \| 7è \| Rui Oliveira \| UAE Team Emirates \| + 20" \| \| \| 8è \| David González López \| Caja Rural-Seguros RGA \| + 20" \| \| \| 9è \| Dylan Hopkins \| Ljubljana Gusto Santic \| + 20" \| \| \| 10è \| Joel Nicolau Beltran \| Caja Rural-Seguros RGA \| + 20" \| \| |                      |                        |             |
| |                      |                        |             |
| Font: ProCyclingStats |                      |                        |             |
| Classificació general |                      |                        |             |
| Corredor | Corredor             | Equip                  | Temps       |
| 1r | Dylan Groenewegen    | Team Jayco AlUla       | 12h 31' 24" |
| 2n | Ide Schelling        | Bora-Hansgrohe         | + 10"       |
| 3r | Luka Mezgec          | Team Jayco AlUla       | + 14"       |
| 4t | Robin Froidevaux     | Tudor Pro Cycling Team | + 16"       |
| 5è | Raúl García Pierna   | Equipo Kern Pharma     | + 18"       |
| 6è | Diego Ulissi         | UAE Team Emirates      | + 19"       |
| 7è | Rui Oliveira         | UAE Team Emirates      | + 20"       |
| 8è | David González López | Caja Rural-Seguros RGA | + 20"       |
| 9è | Dylan Hopkins        | Ljubljana Gusto Santic | + 20"       |
| 10è | Joel Nicolau Beltran | Caja Rural-Seguros RGA | + 20"       |

### 4a etapa
| \| Classificació de l'etapa \| Classificació de l'etapa \| Classificació de l'etapa \| Classificació de l'etapa \| Classificació de l'etapa \| \| Corredor \| Corredor \| Equip \| Temps \| \| \| ------------------------ \| ------------------------ \| ------------------------ \| ------------------------ \| ------------------------ \| \| 1r \| David Peña \| Team Jayco AlUla \| 4h 20' 46" \| \| \| 2n \| Filippo Zana \| Team Jayco AlUla \| + 17" \| \| \| 3r \| Diego Ulissi \| UAE Team Emirates \| + 17" \| \| \| 4t \| Lorenzo Fortunato \| Eolo-Kometa \| + 17" \| \| \| 5è \| Giovanni Aleotti \| Bora-Hansgrohe \| + 22" \| \| \| 6è \| Matej Mohorič \| Bahrain Victorious \| + 36" \| \| \| 7è \| Wout Poels \| Bahrain Victorious \| + 36" \| \| \| 8è \| Paul Double \| Human Powered Health \| + 36" \| \| \| 9è \| Matteo Badilatti \| Q36.5 Pro Cycling Team \| + 36" \| \| \| 10è \| Ben Zwiehoff \| Bora-Hansgrohe \| + 39" \| \| |                   |                        |            |
| |                   |                        |            |
| Font: ProCyclingStats |                   |                        |            |
| Classificació de l'etapa |                   |                        |            |
| Corredor | Corredor          | Equip                  | Temps      |
| 1r | David Peña        | Team Jayco AlUla       | 4h 20' 46" |
| 2n | Filippo Zana      | Team Jayco AlUla       | + 17"      |
| 3r | Diego Ulissi      | UAE Team Emirates      | + 17"      |
| 4t | Lorenzo Fortunato | Eolo-Kometa            | + 17"      |
| 5è | Giovanni Aleotti  | Bora-Hansgrohe         | + 22"      |
| 6è | Matej Mohorič     | Bahrain Victorious     | + 36"      |
| 7è | Wout Poels        | Bahrain Victorious     | + 36"      |
| 8è | Paul Double       | Human Powered Health   | + 36"      |
| 9è | Matteo Badilatti  | Q36.5 Pro Cycling Team | + 36"      |
| 10è | Ben Zwiehoff      | Bora-Hansgrohe         | + 39"      |

| \| Classificació general \| Classificació general \| Classificació general \| Classificació general \| Classificació general \| \| Corredor \| Corredor \| Equip \| Temps \| \| \| --------------------- \| --------------------- \| --------------------- \| --------------------- \| --------------------- \| \| 1r \| Filippo Zana \| Team Jayco AlUla \| 16h 52' 41" \| \| \| 2n \| Diego Ulissi \| UAE Team Emirates \| + 1" \| \| \| 3r \| Lorenzo Fortunato \| Eolo-Kometa \| + 6" \| \| \| 4t \| Giovanni Aleotti \| Bora-Hansgrohe \| + 11" \| \| \| 5è \| David Peña \| Team Jayco AlUla \| + 12" \| \| \| 6è \| Matej Mohorič \| Bahrain Victorious \| + 22" \| \| \| 7è \| Paul Double \| Human Powered Health \| + 25" \| \| \| 8è \| Wout Poels \| Bahrain Victorious \| + 25" \| \| \| 9è \| Ben Zwiehoff \| Bora-Hansgrohe \| + 28" \| \| \| 10è \| Jordi López Caravaca \| Equipo Kern Pharma \| + 51" \| \| |                      |                      |             |
| |                      |                      |             |
| Font: ProCyclingStats |                      |                      |             |
| Classificació general |                      |                      |             |
| Corredor | Corredor             | Equip                | Temps       |
| 1r | Filippo Zana         | Team Jayco AlUla     | 16h 52' 41" |
| 2n | Diego Ulissi         | UAE Team Emirates    | + 1"        |
| 3r | Lorenzo Fortunato    | Eolo-Kometa          | + 6"        |
| 4t | Giovanni Aleotti     | Bora-Hansgrohe       | + 11"       |
| 5è | David Peña           | Team Jayco AlUla     | + 12"       |
| 6è | Matej Mohorič        | Bahrain Victorious   | + 22"       |
| 7è | Paul Double          | Human Powered Health | + 25"       |
| 8è | Wout Poels           | Bahrain Victorious   | + 25"       |
| 9è | Ben Zwiehoff         | Bora-Hansgrohe       | + 28"       |
| 10è | Jordi López Caravaca | Equipo Kern Pharma   | + 51"       |

### 5a etapa
| \| Classificació de l'etapa \| Classificació de l'etapa \| Classificació de l'etapa \| Classificació de l'etapa \| Classificació de l'etapa \| \| Corredor \| Corredor \| Equip \| Temps \| \| \| ------------------------ \| ------------------------ \| ------------------------ \| ------------------------ \| ------------------------ \| \| 1r \| Matej Mohorič \| Bahrain Victorious \| 3h 07' 49" \| \| \| 2n \| Filippo Zana \| Team Jayco AlUla \| + 0" \| \| \| 3r \| Luka Mezgec \| Team Jayco AlUla \| + 16" \| \| \| 4t \| Lucas Eriksson \| Tudor Pro Cycling Team \| + 16" \| \| \| 5è \| Joel Nicolau Beltran \| Caja Rural-Seguros RGA \| + 16" \| \| \| 6è \| Giovanni Aleotti \| Bora-Hansgrohe \| + 16" \| \| \| 7è \| David Peña \| Team Jayco AlUla \| + 16" \| \| \| 8è \| Johan Meens \| Bingoal WB \| + 16" \| \| \| 9è \| Diego Ulissi \| UAE Team Emirates \| + 16" \| \| \| 10è \| Ben Zwiehoff \| Bora-Hansgrohe \| + 16" \| \| |                      |                        |            |
| |                      |                        |            |
| Font: ProCyclingStats |                      |                        |            |
| Classificació de l'etapa |                      |                        |            |
| Corredor | Corredor             | Equip                  | Temps      |
| 1r | Matej Mohorič        | Bahrain Victorious     | 3h 07' 49" |
| 2n | Filippo Zana         | Team Jayco AlUla       | + 0"       |
| 3r | Luka Mezgec          | Team Jayco AlUla       | + 16"      |
| 4t | Lucas Eriksson       | Tudor Pro Cycling Team | + 16"      |
| 5è | Joel Nicolau Beltran | Caja Rural-Seguros RGA | + 16"      |
| 6è | Giovanni Aleotti     | Bora-Hansgrohe         | + 16"      |
| 7è | David Peña           | Team Jayco AlUla       | + 16"      |
| 8è | Johan Meens          | Bingoal WB             | + 16"      |
| 9è | Diego Ulissi         | UAE Team Emirates      | + 16"      |
| 10è | Ben Zwiehoff         | Bora-Hansgrohe         | + 16"      |

## Classificació final
| \| Classificació general \| Classificació general \| Classificació general \| Classificació general \| Classificació general \| \| Corredor \| Corredor \| Equip \| Temps \| \| \| --------------------- \| --------------------- \| --------------------- \| --------------------- \| --------------------- \| \| 1r \| Filippo Zana \| Team Jayco AlUla \| 20h 00' 24" \| \| \| 2n \| Matej Mohorič \| Bahrain Victorious \| + 18" \| \| \| 3r \| Diego Ulissi \| UAE Team Emirates \| + 23" \| \| \| 4t \| Giovanni Aleotti \| Bora-Hansgrohe \| + 33" \| \| \| 5è \| David Peña \| Team Jayco AlUla \| + 34" \| \| \| 6è \| Lorenzo Fortunato \| Eolo-Kometa \| + 46" \| \| \| 7è \| Ben Zwiehoff \| Bora-Hansgrohe \| + 50" \| \| \| 8è \| Paul Double \| Human Powered Health \| + 1' 05" \| \| \| 9è \| Wout Poels \| Bahrain Victorious \| + 1' 05" \| \| \| 10è \| Jordi López Caravaca \| Equipo Kern Pharma \| + 1' 31" \| \| |                      |                      |             |
| |                      |                      |             |
| Font: ProCyclingStats |                      |                      |             |
| Classificació general |                      |                      |             |
| Corredor | Corredor             | Equip                | Temps       |
| 1r | Filippo Zana         | Team Jayco AlUla     | 20h 00' 24" |
| 2n | Matej Mohorič        | Bahrain Victorious   | + 18"       |
| 3r | Diego Ulissi         | UAE Team Emirates    | + 23"       |
| 4t | Giovanni Aleotti     | Bora-Hansgrohe       | + 33"       |
| 5è | David Peña           | Team Jayco AlUla     | + 34"       |
| 6è | Lorenzo Fortunato    | Eolo-Kometa          | + 46"       |
| 7è | Ben Zwiehoff         | Bora-Hansgrohe       | + 50"       |
| 8è | Paul Double          | Human Powered Health | + 1' 05"    |
| 9è | Wout Poels           | Bahrain Victorious   | + 1' 05"    |
| 10è | Jordi López Caravaca | Equipo Kern Pharma   | + 1' 31"    |

## Classificacions secundàries

### Classificació de la muntanya
| Classificació de la muntanya | Classificació de la muntanya | Classificació de la muntanya       | Classificació de la muntanya | Classificació de la muntanya |
| Corredor                     | Corredor                     | Equip                              | Punts                        |                              |
| ---------------------------- | ---------------------------- | ---------------------------------- | ---------------------------- | ---------------------------- |
| 1r                           | Samuele Zoccarato            | Green Project-Bardiani CSF-Faizanè | 16 pts                       |                              |
| 2n                           | Filippo Zana                 | Team Jayco AlUla                   | 12 pts                       |                              |
| 3r                           | David Peña                   | Team Jayco AlUla                   | 10 pts                       |                              |
| 4t                           | Colin Stüssi                 | Team Vorarlberg                    | 8 pts                        |                              |
| 5è                           | Lukas Meiler                 | Team Vorarlberg                    | 7 pts                        |                              |
| 6è                           | Giovanni Aleotti             | Bora-Hansgrohe                     | 6 pts                        |                              |
| 7è                           | Ben Zwiehoff                 | Bora-Hansgrohe                     | 6 pts                        |                              |
| 8è                           | Matteo Badilatti             | Q36.5 Pro Cycling Team             | 6 pts                        |                              |
| 9è                           | Diego Ulissi                 | UAE Team Emirates                  | 4 pts                        |                              |
| 10è                          | Paul Double                  | Human Powered Health               | 4 pts                        |                              |

### Classificació per punts
| Classificació per punts | Classificació per punts | Classificació per punts | Classificació per punts | Classificació per punts |
| Corredor                | Corredor                | Equip                   | Punts                   |                         |
| ----------------------- | ----------------------- | ----------------------- | ----------------------- | ----------------------- |
| 1r                      | Ide Schelling           | Bora-Hansgrohe          | 54 pts                  |                         |
| 2n                      | Robin Froidevaux        | Tudor Pro Cycling Team  | 42 pts                  |                         |
| 3r                      | Matej Mohorič           | Bahrain Victorious      | 40 pts                  |                         |
| 4t                      | Filippo Zana            | Team Jayco AlUla        | 40 pts                  |                         |
| 5è                      | Luka Mezgec             | Team Jayco AlUla        | 38 pts                  |                         |
| 6è                      | Phil Bauhaus            | Bahrain Victorious      | 36 pts                  |                         |
| 7è                      | Matteo Moschetti        | Q36.5 Pro Cycling Team  | 36 pts                  |                         |
| 8è                      | David Peña              | Team Jayco AlUla        | 34 pts                  |                         |
| 9è                      | David González López    | Caja Rural-Seguros RGA  | 26 pts                  |                         |
| 10è                     | Diego Ulissi            | UAE Team Emirates       | 24 pts                  |                         |

### Classificació dels joves
| Classificació del millor jove | Classificació del millor jove | Classificació del millor jove      | Classificació del millor jove | Classificació del millor jove |
| Corredor                      | Corredor                      | Equip                              | Temps                         |                               |
| ----------------------------- | ----------------------------- | ---------------------------------- | ----------------------------- | ----------------------------- |
| 1r                            | Raúl García Pierna            | Equipo Kern Pharma                 | 20h 02' 58"                   |                               |
| 2n                            | Marcel Camprubí Pijoan        | Q36.5 Pro Cycling Team             | + 1' 10"                      |                               |
| 3r                            | Embret Svestad-Bårdseng       | Human Powered Health               | + 5' 17"                      |                               |
| 4t                            | Gal Glivar                    | Adria Mobil                        | + 18' 26"                     |                               |
| 5è                            | Dylan Hopkins                 | Ljubljana Gusto Santic             | + 18' 55"                     |                               |
| 6è                            | Fabio Christen                | Q36.5 Pro Cycling Team             | + 19' 25"                     |                               |
| 7è                            | Martin Voltr                  | RRK Group-Pierre Baguette-Benzinol | + 20' 15"                     |                               |
| 8è                            | Nicolò Buratti                | Bahrain Victorious                 | + 20' 36"                     |                               |
| 9è                            | Natan Gregorčič               | Ljubljana Gusto Santic             | + 27' 25"                     |                               |
| 10è                           | Daniel Vysočan                | RRK Group-Pierre Baguette-Benzinol | + 27' 54"                     |                               |

## Evolució de les classificacions
| Etapa | Vencedor          | Classificació general | Classificació per punts | Classificació de la muntanya | Classificació dels joves | Classificació per equips |
| ----- | ----------------- | --------------------- | ----------------------- | ---------------------------- | ------------------------ | ------------------------ |
| 1     | Dylan Groenewegen | Dylan Groenewegen     | Dylan Groenewegen       | Andrea Garosio               | Raúl García Pierna       | Caja Rural-Seguros RGA   |
| 2     | Dylan Groenewegen | Dylan Groenewegen     | Dylan Groenewegen       | Giovanni Aleotti             | Raúl García Pierna       | Caja Rural-Seguros RGA   |
| 3     | Ide Schelling     | Dylan Groenewegen     | Dylan Groenewegen       | Viktor Potočki               | Raúl García Pierna       | Caja Rural-Seguros RGA   |
| 4     | Jesús David Peña  | Filippo Zana          | Ide Schelling           | Samuele Zoccarato            | Raúl García Pierna       | Kern Pharma              |
| 5     | Matej Mohorič     | Filippo Zana          | Ide Schelling           | Samuele Zoccarato            | Raúl García Pierna       | Kern Pharma              |
| Final | Final             | Filippo Zana          | Ide Schelling           | Samuele Zoccarato            | Raúl García Pierna       | Kern Pharma              |